# Šumski duhan
Šumski duhan ( lat. Nicotiana sylvestris), mirisna je jednogodišnja, dvogodišnja ili višegodišnja biljka, iz roda duhana, čija je domovina Argentina i susjedni dio Bolivije.
Naraste do 1.5 metara visine. Jednostavnih je listova, cvjetovi su cjevasti i veoma mirisni, ponajviše noću, kako bi privukli moljce zbog oprašivanja. Uvezena je u Veliku Britanju i Kaliforniju, a uspjeva samo tamo gdje temperatura nije nikad niža od -5°C.
Nije za konzumaciju, dodir s listovima može izazvati iritaciju i nelagodu, ali se uzgaja kao ukrasna biljka, kao i zbog njezinog mirisa.
- N. sylvestris
- N. sylvestris
- N. sylvestris